# Sistema de visão
Sistema de visão é um sistema computacional de aplicação de visão computacional na indústria destinado geralmente à garantia e controle de qualidade.
A tecnologia foi introduzida no Brasil por volta de 1980 utilizando técnicas de comparação de imagem, obtendo resultados razoáveis, porém nem sempre precisos. Por volta de 1990 foram introduzidas técnicas de processamento de imagens baseados em extração de características, extraindo-se dados numéricos de características existentes na imagem (por exemplo a área de um círculo ou furo).
Dentre as aplicações mais comuns de sistemas de visão estão a inspeção em produtos farmacêuticos, semicondutores (chips, conectores), inspeção de peças automotivas e inspeção de alimentos. Assim como os inspetores humanos inspecionam produtos em uma linha de produção, porém os sistemas de visão não perdem desempenho em função de fadiga ou distrações.
O leitor deve notar que os sistemas de visão não "enxergam" da mesma maneira que os humanos. Os sistemas de visão processam pixels de imagens para extrair atributos e tomar decisões com base em informações fornecidas por humanos sobre a qualidade do produto em questão. Até hoje os sistemas de visão não podem se igualar à adaptabilidade e compreensão humanas, apesar de muito mais rápidos e precisos. Portanto sistemas de visão são aplicados onde a aceitação ou reprovação de produtos não se baseia em atributos subjetivos ou não mensuráveis.

## Componentes
Um sistema de visão é típicamente constituído de:
1. Uma ou mais câmeras, podendo ser digitais ou analógicas, coloridas ou monocromáticas.
2. Óptica, uma ou mais lentes para o correto condicionamento de imagem (luz).
3. Iluminação, para realçar os atributos desejados.
4. Interface de transmissão/digitalização de imagens (conhecido como "framegrabber"). Pode-se utilizar uma interface de transmissão como firewire ou USB.
5. Processador (geralmente baseados em PCs), ou DSPs (processadores digitais de sinais).
6. Software para processar as imagens e detectar os características relevantes.
7. Sensor de sincronismo para a detecção de peças e (para o disparo da captura de imagem).
8. Dispositivos de E/S (entrada e saída, ou I/O), para a interação com partes mecânicas como atuadores pneumáticos.